# 알리스터 블랙

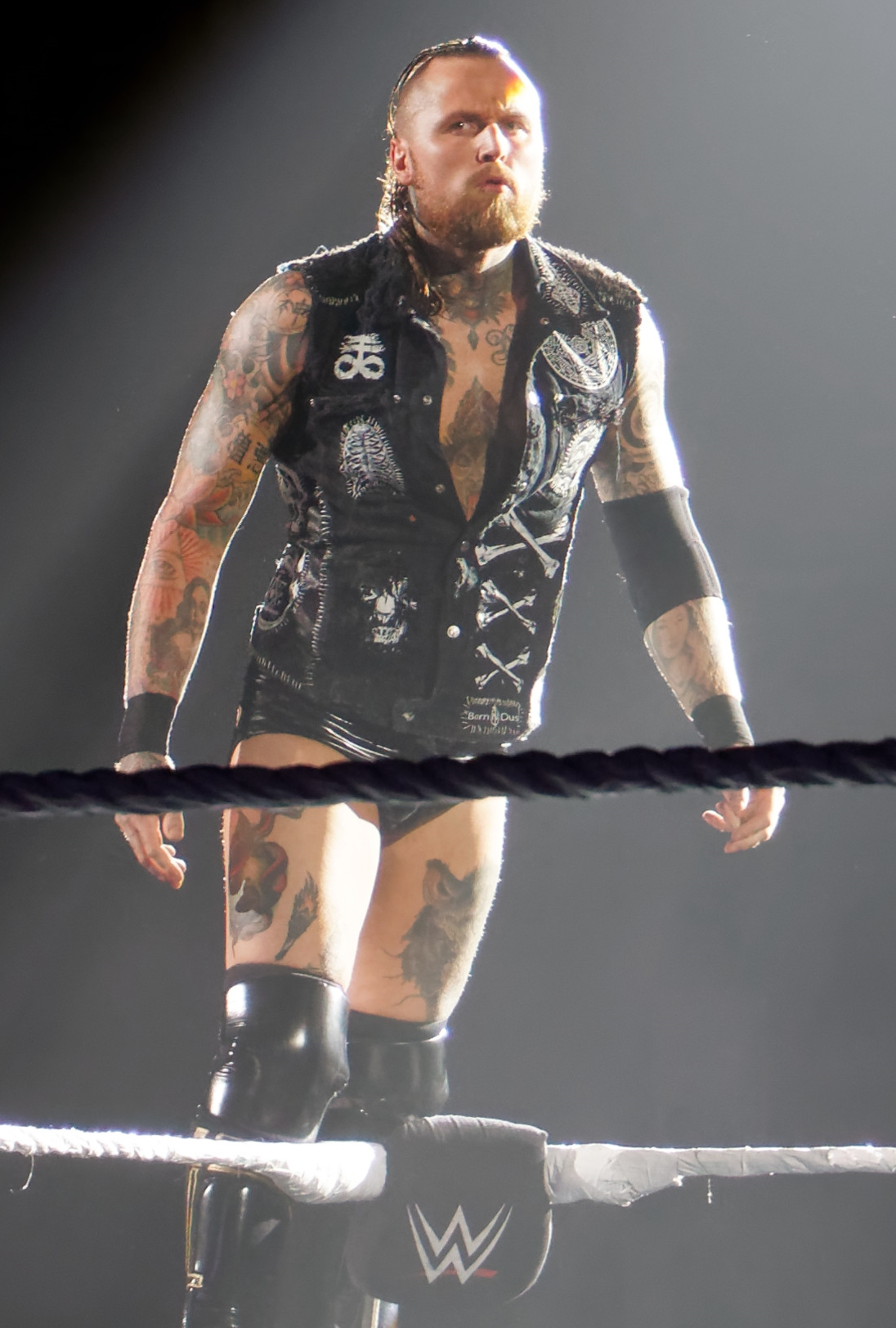
2017년 5월 알리스터 블랙

톰 버젠(Tom Budgen, 1986년 5월 19일 ~ )은 네덜란드 남자 프로레슬링선수다. WWE 이름은 알리스터 블랙(Aleister Black)이며 주로 전 인디단체 링네임이 타미 엔(Tommy End)이라고 한다. 키는 184cm(6 ft 0 in)에다가 몸무게는 102kg(224 lb)이다. 2002년 프로레슬링 입문으로 밝혀졌다. 아내는 WWE 여자 프로레슬링선수 디바인 젤리나 베가다. 피니쉬는 블랙 매스(스피닝 훅 킥), 안티 크로스(모디파이드 혹스퍼드 홀드), 블러드 문 스톰프/오와리 데스 스톰프(다이빙 더블 풋 스톰프), 드레곤 슬레이어/오와리 데스 클러치(모디파이드 드래곤 슬리퍼), 크로스 암바, 리어 네이키드 초크로 사용을 한다. 지금은 AEW 이름이 맬러카이 블랙(Malakai Black)으로 사용중였다가 2025년 2월 10일 AEW는 떠나게 된다. 그러나... WWE 돌아온다는 사실이 뜨고 말았으나 결국은 2025년 4월 25일 WWE 스맥다운에서 더 미즈에게 블랙 매스로 작살 날리다가 복귀를 하게 된다. 이거는 잘 돼는 일이다.

## Professional wrestling highlights
- Finishing moves
  - As Aleister Black
    - Black Mass (Spinning hook kick)
    - Rear naked choke - 2021-2025

  - As Malakai Black
    - Black Mass (Spinning hook kick)
    - Cross armbar - 2016-2021

  - As Tommy End
    - Anti Cross (Modified octopus hold)
    - Blood Moon Stomp / Owari Death Stomp (Diving double foot stomp)
    - Dragon Slayer / Owari Death Clutch (Modified dragon sleeper)
- Signature moves
  - Brainbuster
  - Multiple kick variations
    - High
    - Legsweep
    - Running big boot

  - Multiple high knee variations
    - Diving double
    - Jumping
    - Running
    - Sliding
    - Spinning
    - Springboard double

  - Multtiple moonsault variations
    - Diving
    - Nephilim (Springboard about the esquinero in a)
    - Quebrada (No-handed springboard)

  - Multiple suplex variations
    - Belly to back
    - Exploder
    - Delayed vertical
    - German
    - Gory special
    - Saito

  - Over the top rope somersault plancha
- Nickname
  - "Anti-Hero"
  - "Dutch Destroyer"
  - "End"
  - "Hellion"
  - "The Dutch Destroyer"
  - "The Ominous Man from Amsterdam"
  - "The Striking Man From Amstersam"
- Entrance themes
  - "Zombie Autopilot" by Unearth (WXW; 2005-2016)
  - "Heavy Eyes" by Brutality Will Prevail (Evolve; 2013-2017)
  - "Evil Terminators" by Valeriy Antonyuk (WWE; 2017)
  - "Root of All Evil" by CFO$ feat. Incendiary (NXT/WWE; 2017-2020; 2025-present)
  - "No Man's Land" by Brutality Will Prevail (WWE; 2020-2021)
  - "Ogentroost" by Amenra (AEW/PWG; 2021-2025)
  - "Rise from Ruins" by Absent in Body (AEW; 2022-2025; used as a member of House Of Black)
  - "Dead Body (House of Black Remix)" by Absent In Body (AEW; 2022-2025; used as a member of House Of Black)

## 수상
- 슈퍼 에인 컵 II (2013)
- AEW 월드 트리오스 태그팀웨이트 챔피언 (1회) - 브로디 킹 언드 버디 매튜스
- CWN 월드 미텔게뷔흐츠마이스터쉐프트웨이트 챔피언 (1회)
- FWG 월드 라이트웨이트 챔피언 (1회)
- FGW 월드 라이트웨이트 타이틀 토너먼트 (2009)
- FCP 월드 챔피언 (1회)
- FCW 월드 도일칠란드 라이트웨이트 챔피언 (1회)
- ICW 월드 태그팀웨이트 챔피언 (1회) - 마이클 단트
- ICW 매치 오브 더 이열 바미 이열즈 (2015) - 포 리전(마이키 위플래쉬, 타미 엔드, 마이클 단트) vs 뉴 에이지 클리크(BT 건, 크리스 렌프루, 울프갱) 액트 피어 앤 로딩 8
- ICWA 월드 헤비웨이트 챔피언 (1회)
- ICWA 월드 주니어 헤비웨이트 챔피언 (1회)
- ICWA 월드 유러피언 태그팀웨이트 챔피언/NWA 월드 유러피언 태그팀웨이트 챔피언 (1회) - 마이클 단트
- PHW 월드 태그팀웨이트 챔피언 (1회) - 마이클 단트
- PWI 랭크드 힘 #41 오브 더 탑 500 싱글즈 레슬링 인더 PWI 500 인 2018
- PWS 월드 헤비웨이트 챔피언 (1회)
- 프로그레스 월드 레슬링 태그팀웨이트 챔피언 (1회) - 마이클 단트
- 슈퍼 스트롱 스타일 16 (2016)
- SWE 월드 태그팀웨이트 챔피언 (1회) - 마이클 단트
- xWx 유니파이드 월드 레슬링웨이트 챔피언 (1회)
- xWx 월드 라이트웨이트 챔피언 (2회)
- xWx 월드 태그팀웨이트 챔피언 (2회) - 마이클 단트
- 식스틴 캐럿 골드 토너먼트 (2013, 2015)
- 체이스 더 마할라 (2011)
- 월드 라이트웨이트 토너먼트 (2006)
- WWE NXT 월드 헤비웨이트 챔피언 (1회)
- WWE NXT 이열-엔드 어워즈 (3회)
  - 멜 컴페티터 오브 더 이열 (2017)
  - 브레이크아웃 스타 오브 더 이열 (2017)
  - 라이벌리 오브 더 이열 (2017) - 벨베틴 드림